# William Wilson Morgan
Pour les articles homonymes, voir William Morgan, Morgan, William Wilson (homonymie) et Wilson.
William Wilson Morgan (3 janvier 1906 - 21 juin 1994) est un astronome américain.

## Biographie
Il naît 3 janvier 1906 dans le Tennessee. En mauvaise santé pendant son enfance il étudie chez lui jusqu'à neuf ans. À l'école il est initié à l'astronomie par son professeur de latin. Il étudie à la Lee University (en) en Virginie et à Washington avec l'intention d'enseigner l'anglais.
Il se tourne définitivement vers l'astronomie lorsque son professeur de physique le recommande comme stagiaire à E. B. Frost alors directeur de l'observatoire Yerkes. Morgan complète ses études avec un Ph.D. en 1931 à l'université de Chicago sous la direction d'Otto Struve. Morgan enseigne à Chicago à partir de 1932, il dirige le département d'astronomie de cette université de 1960 à 1966 et est directeur de l'observatoire Yerkes de 1960 à 1963. Il finit sa carrière comme professeur émérite à Chicago.
Morgan, en dehors de ses travaux scientifiques, a de nombreuses activités, il est membre de plusieurs académies des sciences, éditeur de l'Astrophyscial Journal etc.

## Travaux
Morgan a un rôle important dans l'introduction des concepts de la mécanique quantique en astrophysique. Il a un don particulier pour relier le spectre des étoiles à des concepts physiques. Avec Philip C. Keenan et Edith Kellman ils développent la classification stellaire MKK, renommée plus tard MK lorsqu'elle est révisée par Morgan et Keenan. Cette classification est la première indépendante de l'étalonnage de la magnitude absolue ou de la température de surface des étoiles. Elle permet de lier la masse, la température et la gravité de surface d'une étoile de manière simple.
Morgan continue de travailler sur la spectrométrie des étoiles et, avec Harold Johnson, ils développent la photométrie UVB en 1953 qui est devenue une méthode standard de photométrie de nos jours.
Pendant leurs études des spectres solaires, Morgan et J. J. Nassau découvrent près de 900 étoiles de type spectral O et B. À partir de leur classification ils déterminent leurs distances et montrent ainsi la nature la structure spirale de notre galaxie. Ces mesures sont confirmées en 1953 par Morgan, A. E. Whitford et A.D. Code puis par des mesures de la raie à 21 centimètres.
À la fin des années 1950, Morgan se tourne vers la classification des galaxies, ses tentatives basées sur leurs morphologies rencontrent peu de succès, ils se tourne à nouveau vers la spectrométrie mais le système qu'il invente ne convainc pas lui non plus la communauté scientifique.

## Distinctions et récompenses
- Médaille Bruce en 1958,
- Henry Norris Russell Lectureship en 1961,
- médaille Henry Draper en 1980,
- médaille Herschel en 1983,
- l'astéroïde (3180) Morgan porte son nom.

### Notices nécrologiques
- (en) QJRAS, 1995, Vol. 36, p. 175, notice nécrologique par D. McNally
- (en) PASP, 1995, v.107, p. 507, notice nécrologique par R.F. Garrison